# Eibenthal (Betzenstein)
Eibenthal ist ein Gemeindeteil der Stadt Betzenstein im Landkreis Bayreuth (Oberfranken, Bayern). Eibenthal liegt in der Gemarkung Spies.

## Geografie
Die Einöde im Norden der Pegnitz-Kuppenalb befindet sich etwa dreieinhalb Kilometer südlich des Ortszentrums von Betzenstein auf einer Höhe von 508 m ü. NHN.

## Geschichte
Der Ort wurde 1366/68 als „Eybental“ erstmals urkundlich erwähnt. Das Bestimmungswort des Ortsnamens ist die Eibe.
Durch das Gemeindeedikt wurde der Ort 1818 ein Bestandteil der Ruralgemeinde Spies. Im Zuge der Gebietsreform in Bayern wurde Eibenthal am 1. Januar 1972 zusammen mit der Gemeinde Spies in die Stadt Betzenstein eingegliedert.

## Verkehr
Die Anbindung an das öffentliche Straßenverkehrsnetz geschieht durch einen Feldweg, der etwa 150 Meter östlich des Ortes von einem nicht-asphaltierten Forstweg abzweigt. Dieser führt aus nordwestlicher Richtung von Reuthof kommend nach Südosten, wo er nach etwa eineinhalb Kilometern in die Kreisstraße BT 28 einmündet.